# روماتیسم مفصلی
آرتریت روماتوئید (به انگلیسی: rheumatoid arthritis) یا روماتیسم مفصلی شایعترین بیماری التهابی سیستمیک مفاصل بوده و جزء بیماری‌های خود ایمنی مزمن محسوب می‌شود. شیوع جهانی آن حدود یک درصد گزارش شده‌است. زنان، سیگاری‌ها و افراد دارای سابقه خانوادگی مثبت بیشتر به این بیماری مبتلا می‌شوند. ناتوانی در این بیماری شایع و قابل توجه است. به گونه ای که در یک مطالعه همگروهی در آمریکا ۳۵٪ افراد مبتلا به آرتریت روماتویید بعد از ۱۰ سال دچار ناتوانی در انجام کار شده بودند. معیارهای تشخیصی آن درگیری حداقل یک مفصل همراه با تورم و درد است. احتمال تشخیص آرتریت روماتویید با افزایش تعداد مفاصل کوچک درگیر افزایش می‌یابد.

## شیوع و ژنتیک
میزان شیوع آرتریت روماتوئید، در حدود ۰/۵ تا یک درصد در جمعیت است (بین ۳/۰ تا ۲/۱ درصد) و زنان تقریباً سه برابر مردان مبتلا می‌شوند. میزان شیوع با بالا رفتن سن افزایش می‌یابد و تفاوت ابتلای زنان و مردان در گروه‌های سنی بالاتر، کم می‌شود.
شروع بیماری در دهه‌های چهارم و پنجم زندگی شایع تر بوده، در ۸۰ درصد از کل بیماران، بین سنین ۳۵ تا ۵۰ سالگی پدیدار می‌شود. میزان بروز آرتریت روماتوئید در زنان ۶۰ تا ۶۴ ساله، بیش از ۶ برابر زنان ۱۸ تا ۲۹ ساله‌است. اطلاعات جدید حاکی از روند کاهش یابنده بروز آرتریت روماتوئید است. شیوع آن در آمریکای جنوبی و کشورهای بلوک شرق سابق بیشتر است.
بررسی‌های خانوادگی، نشانگر نوعی استعداد ژنتیکی هستند. به عنوان مثال، بستگان درجه یک افراد مبتلا (که بیماری آن‌ها همراه با وجود آنتی‌بادی فاکتور روماتوئید یا لاتکس است) ۴ برابر میزان مورد انتظار، دچار آرتریت روماتوئید شدید می‌شوند. در حدود ۱۰٪ بیماران مبتلا به آرتریت روماتوئید دارای یک خویشاوند درجه اول مبتلا هستند.

## نشانه‌ها

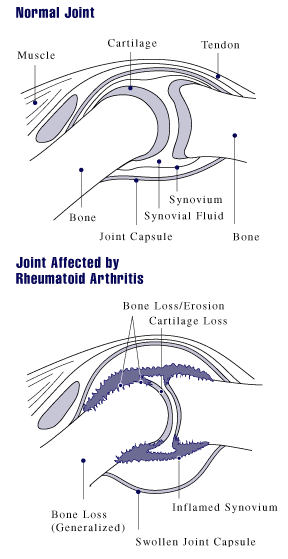
چگونگی تخریب مفصل بر اثر آرتریت روماتوئید

در آغاز، ممکن است لوکالیزه کردن درد، تورم و حساسیت در لمس، به سختی امکان‌پذیر باشد. درد در مفاصل درگیر و تشدید درد در اثر حرکت، شایع‌ترین تظاهرات آرتریت روماتوئید تثبیت شده‌است. الگوی درگیری مفصلی هماهنگ است، اما همیشه با درجه التهاب ظاهر شده، مطابقت نمی‌کند. خشکی عمومی شایع است و معمولاً پس از دوره‌های بی حرکتی، به بیشترین حد خود می‌رسد، خشکی صبحگاهی با مدتی بیش از یک ساعت تظاهری تقریباً تغییرناپذیر از آرتریت التهابی است و ممکن است در افتراق آن از انواع متعدد بیماری‌های مفصلی غیر التهابی، کمک‌کننده باشد.
در مجموع نشانه‌های آرتریت روماتوئید از این قرار اند:
- سفتی صبحگاهی مفاصل
- تورم مفاصل
- درد مفصلی
- ضعف و خستگی
- ندول‌های روماتوئید

## عملکرد

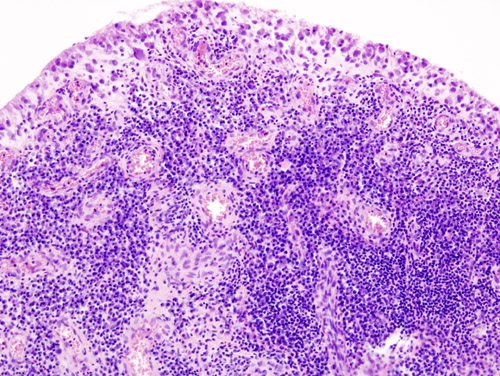
سینویت مرمن در آرتریت روماتویید.

سینوویت مزمن التهابی است که اکثراً مفاصل را درگیر می‌کند و باعث تخریب غضروف و ایجاد ضایعات استخوانی می‌شود. آرتریت روماتیسم مفصلی مشخصاتی دارد که باعث تمایز آن با سایر انواع آرتریت‌ها (التهاب مفاصل) می‌شود. به عنوان مثال آرتریت به صورت قرینه‌است یعنی اگر یک زانو یا دست درگیر باشد به احتمال زیاد طرف مقابل نیز درگیر است. مفاصل درگیر مفاصل متاکارپوفالنژیال، متاتارسوفالنژیال، مچ دست و مفاصل بین بندانگشتی اول هستند. در برخی بیماران بیماری از شدت کمی برخوردار بوده و با حداقل ضایعات مفصلی، در مدتی کوتاه همراه است، در برخی دیگر ضایعات پیشرونده و مزمن، به صورت پلی آرتریت هستند و باعث اختلال عملکرد مفاصل می‌شود.
پلی آرتریت قرینه التهابی، تظاهرات خارج مفصلی (ندولهای روماتوئید، فیبروز ریوی، واسکولیت و سروزیت) و فاکتور روماتوئید مثبت در خون ۸۰٪ بیماران مشخصه این بیماری است.

## تظاهرات خارج مفصلی

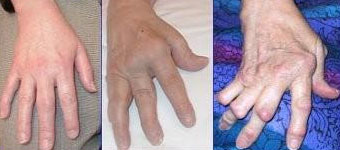
اختلالات مفصلی.

بیماری آرتریت روماتوئید با توجه به اینکه بیماری سیستمیک است جدا از ابتلای مفصلی، تظاهرات خارج مفصلی دارد که شیوع کمتری دارند. این تظاهرات عبارتند از:
۱. گره‌های روماتوئیدی (۳۰–۲۰ درصد) در سطح خلفی ساعدها و در نواحی در معرض فشار مکانیکی ایجاد می‌شود.
۲. تظاهرات ریوی: که در آن لایه‌های جداری و نیز نسج ریه مبتلا می‌شوند.
۳. تظاهرات قلبی: در بررسی پس از مرگ صورت گرفت حدود ۵۰٪ موارد مبتلا هستند.
۴. درگیری چشمی، عصبی و مغز استخوان با شیوع کمتری دیده می‌شود.

## سیر بالینی و پیش آگهی
سیر آرتریت روماتوئید کاملاً متغیر و پیش‌بینی آن در هر بیمار، دشوار است. در بیشتر بیماران، فعالیت بیماری به صورت مداوم و در عین حال مواج بوده، همراه با درجات متغیری از ناهنجاری‌های مفصلی و اختلالات عملکردی است. پس از ۱۰ تا ۱۲ سال، در کمتر از ۲۰ درصد بیماران، هیچ شواهدی از ناتوانی یا ناهنجاری مفصلی نخواهند داشت.
میزان امید به زندگی در افراد مبتلا به آرتریت روماتوئید با میانه‌ای معادل ۳ تا ۷ سال کاهش می‌یابد. میزان مرگ و میر، افزایشی ۵/۲ برابری دارد و آرتریت روماتوئید به خودی خود در ۱۵ تا ۳۰ درصد موارد آن سهیم است.

## علت
علت دقیق روماتیسم مفصلی ناشناخته‌است ولی در ایجاد این بیماری ایمنی سلولی و ایمنی هومورال هر دو نقش دارند. از جمله علل احتمالی این بیماری عفونت‌ها را ذکر کرده‌اند در همین زمینه باکتری‌ها، مایکو باکتریها، مایکو پلاسما و حتی ویروس‌ها به عنوان عوامل مسبب تحت بررسی قرار گرفته‌اند. در مدل‌های حیوانی روماتیسم مفصلی که وابسته به TLR2, TLR4, TLR9 است، جوندگان تحت تزریق دیواره سلولی استرپتوکوک SCW قرار گرفتند و مشاهده شد که پلی ارتریت حاد شدیدی به‌وجود آمد که بهبود یافته و سپس توسط یک پلی‌ارتریت مزمن وابسته به سلول T ادامه یافت که بسیار شبیه روماتیسم مفصلی است. گلو درد چرکی به عنوان یک عامل مسببه آن‌گونه که در تب روماتیسمی مطرح است در مورد روماتیسم مفصلی به اثبات نرسیده‌است هرچند که در یک زیرگروه خاصی از روماتیسم مفصلی بنام بیماری استیل با شروع بزرگسالی این رابطه مطرح است. در معیارهای تشخیصی این بیماری در سال ۱۹۸۷ توسط Cush فانژیت جزو معیارها نبود و در معیارهای سال ۱۹۹۲ که توسط Yamaguchi وضع شد، فارنژیت معیار مینور و در معیارهای سال ۲۰۰۸ توسط Fautrel، فارنژیت به صورت معیار ماژور در تشخیص این بیماری ذکر شده‌است. همچنین پژوهشگران مرکز پزشکی دانشگاه جورج تاون آمریکا هشدار داده‌اند که مصرف زیاد چای خطر ابتلا به آرتریت روماتوئید را افزایش می‌دهد.
تحقیقات روی بیش از ۷۶ هزار زن داوطلب نشان داده که مصرف زیاد چای خطر ابتلا به آرتریت روماتوئید را افزایش می‌دهد در حالی که نوشیدن قهوه این تأثیر مضر را ندارد.
محققان مرکز پزشکی دانشگاه جورج تاون تأکید می‌کنند کسانی که بیش از چهار فنجان در روز چای می‌نوشند، ۷۸ درصد بیشتر در معرض ابتلا به آرتریت روماتوئید (التهاب مفاصل) هستند.
به گفته آنان نوشیدن هفتگی هر مقدار چای، ۴۰ درصد خطر بروز این بیماری را تشدید می‌کند.
افراد مبتلا به روماتیسم مفصلی، نسبت به دیگران شانس ابتلای بیشتری به بیماری‌های مزمن مانند پوکی استخوان، آلرژی، بدخیمی‌ها، عفونت‌ها، بیماری‌های گوارشی، بیماری‌های قلبی–عروقی و فشارخون دارند.
اثر مصرف دخانیات و آلودگی هوا در ابتلا این بیماری مؤثر است.

## تشخیص
میانگین تأخیری که از شروع بیماری تا تشخیص آن وجود دارد ۹ ماه‌است. این امر، غالباً مربوط به ماهیت غیر اختصاصی علایم آغازین است.
آرتریت روماتوئید، به راحتی در افرادی که دارای بیماری تثبیت شده تیپیک هستند، تشخیص داده می‌شود. در اکثر مبتلایان، تظاهرات بالینی مشخصه بیماری، ظرف ۱ تا ۲ سال پس از شروع آن دیده می‌شوند. دقت کنید که تشخیص آرتریت روماتوئید بر اساس علائم فرد صورت می‌گیرید و نتایج آزمایشگاهی صرفاً برای کمک به پزشک در تصمیم‌گیری هستند و در تشخیص بیماری نقشی ندارند.

## درمان در طب رایج
از آنجا که علت آرتریت روماتوئید ناشناخته‌است، پاتوژنز آن کاملاً مشخص نشده‌است و مکانیسم عمل بسیاری از عوامل درمانی مورد استفاده نیز
قطعی نیست، درمان آن عمدتاً به صورت تجربی انجام می‌شود. هیچ‌یک از ملاحظات درمانی علاج بخش قطعی نیستند؛ بنابراین همه آن‌ها را باید
تسکین دهنده در جهت تخفیف علایم و نشانه‌های بیماری و متوقف‌کننده بیماری قلمداد نمود.
اهداف درمان عبارتند از: ۱- تسکین درد ۲- کاهش التهاب ۳- محافظت ساختارهای مفصلی ۴- حفظ عملکرد و ۵- کنترل درگیری سیستمیک.
درمان شامل مصرف داروهای ضد التهاب غیر استروئیدی(آسپرین، پیروکسیکام، مینوسایکلین ،سولفاسالازین، دیکلوفناک، ایندومتاسین، ناپروکسن و بروفن و…)است.
در موارد شدید از استروئیدها مانند پردنیزولون استفاده می‌شود که عوارض جانبی زیادی دارد.
داروهای ضد التهاب غیر استروئیدی که برای کنترل علائم مصرف می‌شود ممکن است عوارضی مانند مشکلات گوارشی ایجاد نمایند. داروهای تعدیل‌کننده سیستم ایمنی مانند داروهای ضد مالاریا (هیدروکسی کلروکین)، سولفاسالازین، متوترکسات و لفلونوماید نیز به کار می‌روند.
استفاده از حمام نمک دریا بسیار در درمان آرتریت روماتوئید اثربخش است.

## درمان در طب سنتی
جوشانده و برگ دارواش برای درمان روماتیسم، ورم‌های عصبی و سیاتیک به کار می‌رود.

## عوارض آرتریت روماتوئید
- پوکی استخوان: خود آرتریت روماتوئید، همراه با برخی از داروهایی که برای درمان آرتریت روماتوئید استفاده می شود، می تواند خطر پوکی استخوان را افزایش دهد – وضعیتی که استخوان های شما را ضعیف می کند و آنها را مستعد شکستگی می کند.
- ندول های روماتوئید: این برجستگی های سفت بافتی معمولاً در اطراف نقاط فشار مانند آرنج ایجاد می شوند. با این حال، این گره ها می توانند در هر جایی از بدن از جمله قلب و ریه ها ایجاد شوند.
- خشکی چشم و دهان: افرادی که به آرتریت روماتوئید مبتلا هستند بسیار بیشتر در معرض ابتلا به سندرم شوگرن هستند، اختلالی که میزان رطوبت چشم و دهان را کاهش می دهد.
- عفونت ها: خود آرتریت روماتوئید و بسیاری از داروهایی که برای مبارزه با آن استفاده می‌شوند، می‌توانند سیستم ایمنی بدن را مختل کنند و منجر به افزایش عفونت شوند. برای پیشگیری از بیماری هایی مانند آنفولانزا، ذات الریه، زونا و کووید-۱۹ با واکسیناسیون از خود محافظت کنید.
- ترکیب غیر طبیعی بدن: نسبت چربی به توده بدون چربی در افرادی که به آرتریت روماتوئید مبتلا هستند، حتی در افرادی که شاخص توده بدنی (BMI) طبیعی دارند، بیشتر است.
- سندرم تونل کارپال: اگر آرتریت روماتوئید مچ دست شما را تحت تاثیر قرار دهد، التهاب می تواند عصب را که بیشتر دست و انگشتان شما را تحت تأثیر قرار می دهد، تحت فشار قرار دهد.
- مشکلات قلبی: آرتریت روماتوئید می تواند خطر سفت شدن و انسداد شریان ها و همچنین التهاب کیسه ای که قلب شما را در بر گرفته است را افزایش دهد.
- بیماری ریه: افراد مبتلا به آرتریت روماتوئید در معرض خطر افزایش التهاب و اسکار بافت های ریه هستند که می تواند منجر به تنگی نفس پیشرونده شود.
- لنفوم: آرتریت روماتوئید خطر ابتلا به لنفوم را افزایش می دهد، گروهی از سرطان های خون که در سیستم لنفاوی ایجاد می شوند.